# Tetrallus bicolor
Tetrallus bicolor är en skalbaggsart som beskrevs av Max Bernhauer 1906. Tetrallus bicolor ingår i släktet Tetrallus och familjen kortvingar. Inga underarter finns listade i Catalogue of Life.